# Gaz de ville
Pour un article plus général, voir Gaz manufacturé.

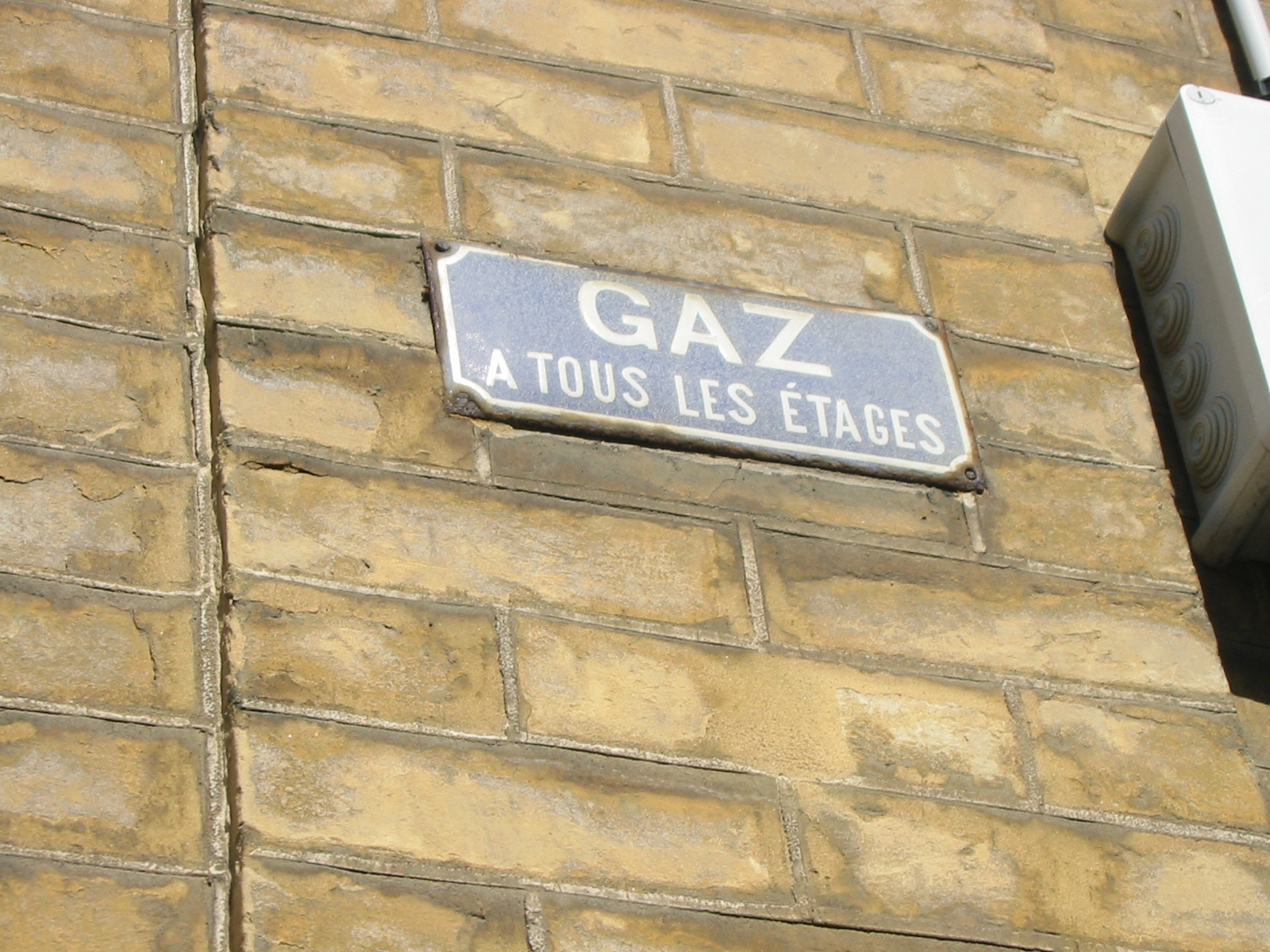
« Gaz à tous les étages ».

Le gaz de ville est le gaz qui était à l'origine distribué dans les réseaux urbains et fabriqué dans les usines à gaz à partir de charbon. Aujourd'hui, l'expression « gaz de ville » est parfois abusivement employée comme terme générique désignant le gaz (quelle que soit son origine) distribué dans les foyers de consommation.
Initialement, gaz hydrogène, ensuite gaz hydrogène carboné, gaz light et gaz d'éclairage, plus tard gaz manufacturé, parce que fabriqué dans des usines à gaz et des cokeries et gaz de ville, en raison du fait qu'il était distribué essentiellement en ville, était principalement obtenu par distillation de la houille : le gaz de houille. Des expériences de gaz de bois, gaz d'huile, gaz de résine, gaz de pétrole, gaz de tourbe et gaz portatif comprimé, gaz à l'eau et gaz à l'air, etc. furent aussi réalisées avec plus ou moins de succès.

## Gaz manufacturé
Le gaz de ville servait originairement à l'éclairage des rues (gaz d'éclairage), par la suite comme combustible et comme carburant pour les turbines et moteurs, pour le chauffage ainsi que la cuisson. Les bâtiments qui en étaient pourvus l'indiquaient souvent par une plaque apposée sur le mur, gaz à tous les étages. Le gaz de ville sera progressivement remplacé dans ses applications d'éclairage par l'électricité à partir de 1880, et dans ses applications de chauffage, par le gaz naturel, à partir de la crise de 1929, plus largement à partir de la fin de Seconde Guerre mondiale. Par extension, le gaz naturel distribué à l'usager, sera également appelé gaz de ville.
La propriété de la découverte du gaz de ville, aux alentours de 1800 a fait débat à l'époque. Elle se trouve partagée entre le Français Philippe Lebon (gaz de bois ou gaz hydrogène), l'Anglais William Murdoch (gaz de houille ou gaz hydrogène carboné), l'Allemand Frédéric-Albert Winsor, le Limbourgeois Jan Pieter Minckelers qui est le seul à ne pas lui avoir donné de suites industrielles. Il semblerait que sa fabrication et son exploitation comme éclairage avaient été réalisées bien avant à l'abbaye de Culross, en Écosse où l'on s'en servait dans des vases.
La distillation de la houille dans des cornues, permettait d'obtenir un gaz brut riche en hydrogène (H2), méthane (CH4), monoxyde de carbone (CO), du goudron de houille liquide dont on se servait pour le calfatage et qui deviendra le produit de base de la carbochimie, ainsi que du carbone pur, le coke, dont la vente à elle seule, à l'époque, couvrait le prix d’achat de la houille. Le gaz, stocké dans des gazomètres, était acheminé à sa destination via un réseau local de canalisations .
La présence de dioxyde de carbone (CO2) et de sulfure d'hydrogène (H2S), gaz nauséabond et toxique nécessiteront une épuration physique et chimique du gaz qui sera longtemps imparfaite : au début du XXe siècle des utilisateurs se plaignent encore de mauvaises odeurs, de céphalées et de vomissements causés par le gaz. Cette épuration sera le fait de l'anglais Samuel Clegg. Le monoxyde de carbone (CO), bien que très toxique, participe activement à la combustion en ne donnant que du gaz carbonique.
À partir de 1812, la diffusion du gaz comme gaz d'éclairage, à Londres d'abord, à Paris ensuite, se fit sous l'impulsion de Frédéric-Albert Winsor. Dans la foulée, diverses sociétés sont fondées dans le but d'équiper les grandes villes européennes, parmi lesquelles la société anglaise Imperial Continental Gas Association, qui seront à l'origine des grands groupes énergétiques modernes.
En France, la dernière usine à gaz de ville, celle de Belfort, en Franche-Comté ferma en 1971.

## Gaz naturel
De nos jours, l'appellation « gaz de ville » recouvre fréquemment et indifféremment, selon les régions, le gaz produit à partir de la houille, ou, abusivement, le gaz naturel distribué à l'usager.